# Rio Gurijuba
O Rio Gurijuba é um rio brasileiro que banha o estado do Amapá.
1. ↑  Santos, Valdenira Ferreira dos (2023). «Ambientes costeiros amazônicos: avaliação de modificações por sensoriamento remoto». bdtd.ibict.br. Consultado em 2 de outubro de 2024